# یواس‌اس لا پرید (دی‌ای-۴۰۹)
یواس‌اس لا پرید (دی‌ای-۴۰۹) (به انگلیسی: USS La Prade (DE-409)) یک کشتی بود که طول آن 306 ft (93 m) بود. این کشتی در سال ۱۹۴۳ ساخته شد.